# Královská stoliční kapitula sv. Petra a Pavla v Brně

Katedrála sv. Petra a Pavla, sídlo kapituly

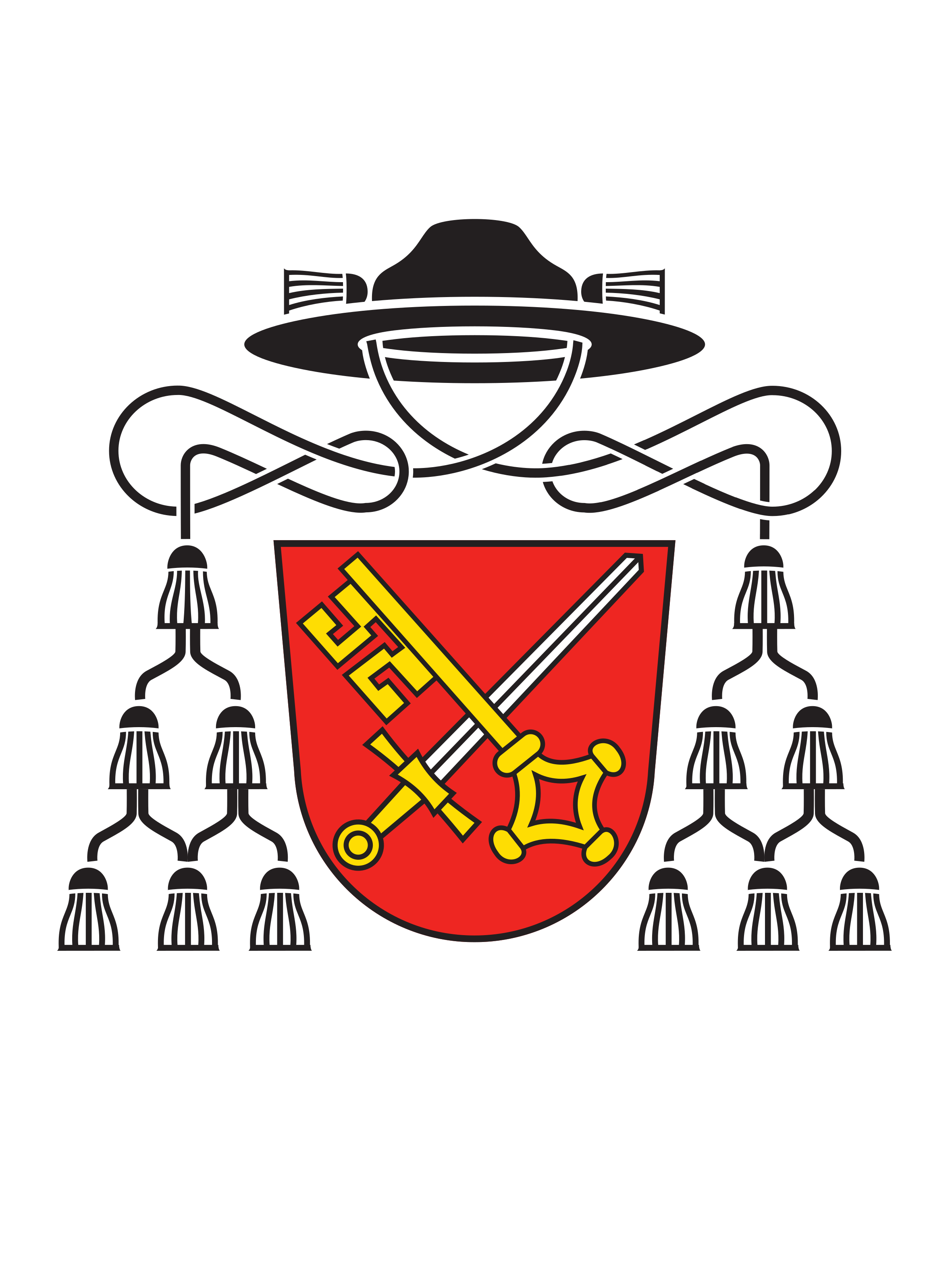
Znak brněnské kapituly

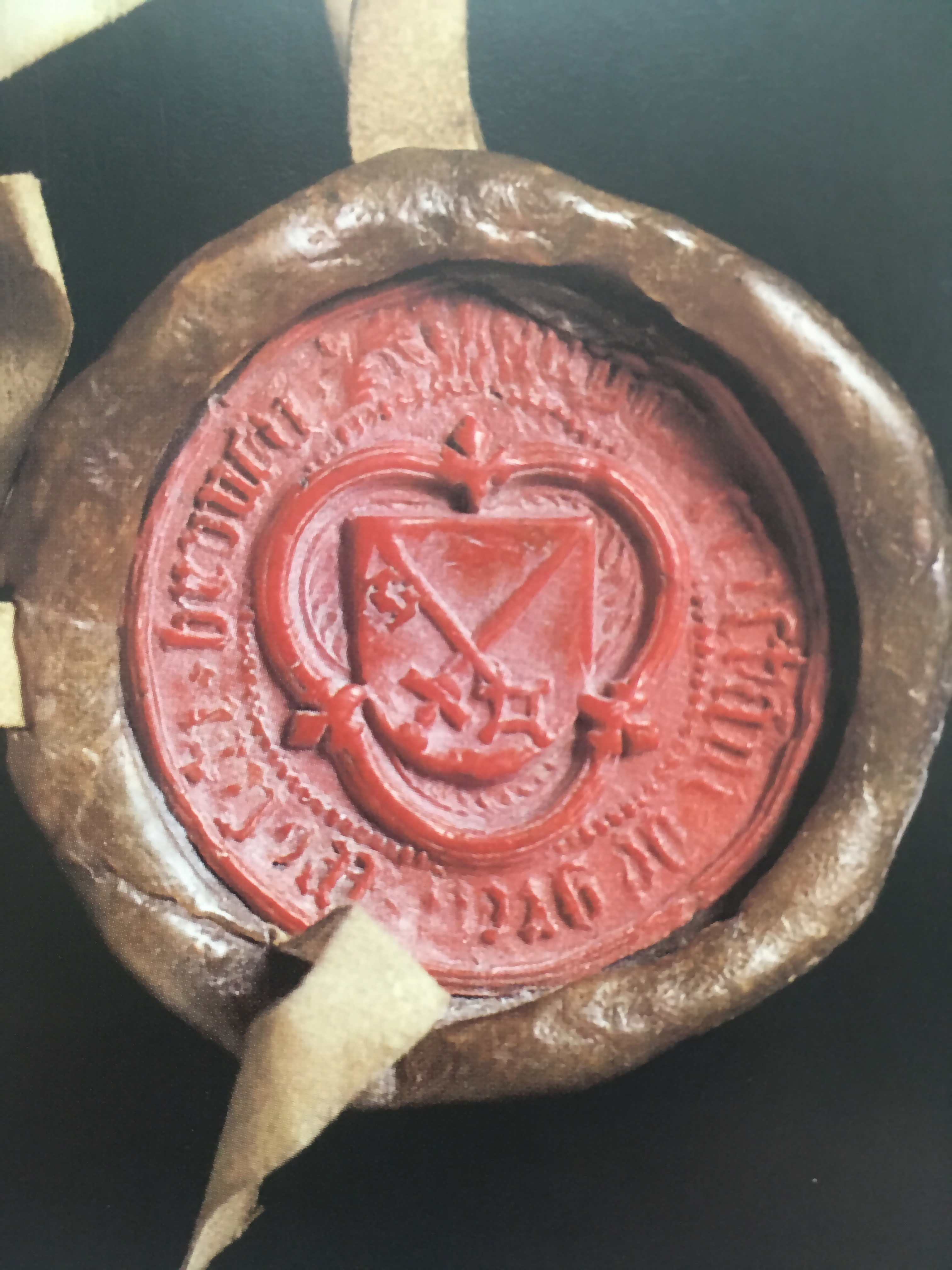
Gotická pečeť na listině probošta brněnské kapituly z roku 1438 se štítem s atributy apoštolů sv. Petra a sv. Pavla, zkříženým klíčem a mečem. Tento heraldický znak je oficiálním symbolem kapituly od středověku až dosud

Královská stoliční kapitula sv. Petra a Pavla v Brně byla založena původně jako kolegiátní kapitula čili sbor kanovníků dne 7. března 1296 olomouckým biskupem Dětřichem z Hradce. Od 25. listopadu 1331 bylo do názvu kapituly doplněno slovo „královská“ a po vzniku brněnského biskupství povýšil papež Pius VI. kapitulu na stoliční (tj. katedrální). Heraldickým znakem kapituly je středověku až dosud zkřížený klíč a meč čili atributy apoštolů sv. Petra a sv. Pavla.

## Skladba kapituly
Kolegiátní kapitula kanovníků měla od svého založení v čele probošta (praepositus), jehož měla právo prezentovat biskupovi ke jmenování abatyše kláštera cisterciaček v Předklášteří u Tišnova. Od roku 1331 byli kapitulní preláti dva, probošt a děkan. Roku 1609 byli probošti papežem Pavlem V. obdařeni právem pontifikálií čili používání biskupských insignií. 
Situace se změnila roku 1777, kdy bylo založeno brněnské biskupství a kapitula přeměněna na katedrální. Prvním prelátem kapituly se stal děkan, od roku 1843 infulovaný, druhý prelát měl titul arcijáhna.
Od roku 2023 je nejvyšším představitelem kapituly opět probošt a dalším hodnostářem děkan.

## Zemřelí kanovníci

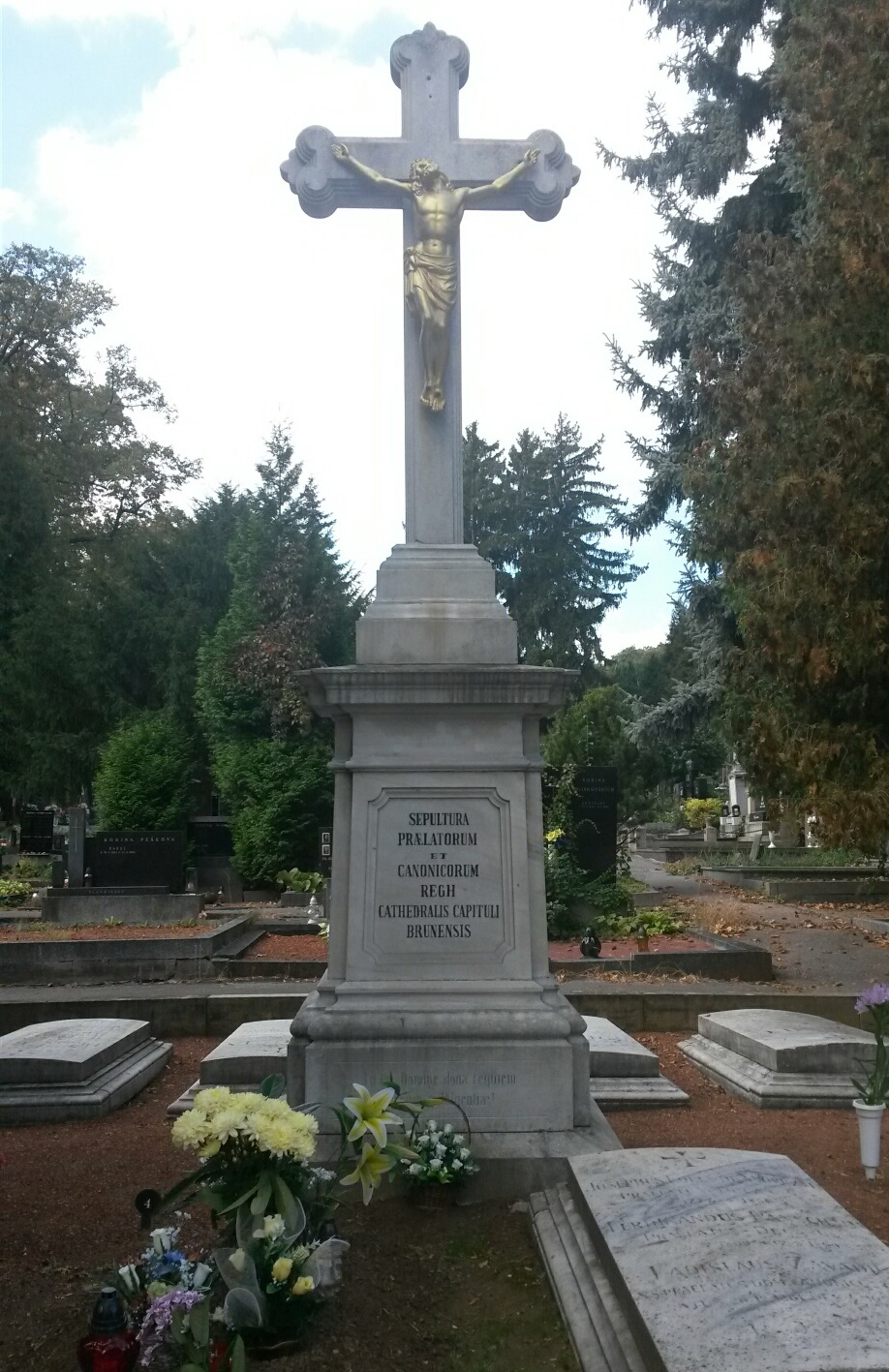
Hrobka kanovníků brněnské kapituly na Ústředním hřbitově v Brně

Kromě proboštů a děkanů to jsou například:
- Mikuláš z Telnice (kanovník kolem 1328[2]
- Jan Mikulášův z Litomyšle (kanovník od 18. března 1346[3]
- Petr řečený Wolkenstein (kanovník 1349 až 1371)
- Mikuláš z Kroměříže, iluminátor (kanovník kolem 1355)
- Jan z Opavy, iluminátor (kanovník kolem 1368)
- Archléb/Hartléb z Bukoviny (kanovník kolem 1377)
- Zoffler (kanovník kolem 1394)
- Pavel Václavův z Prahy (kanovník od roku 1432)
- Ondřej z Jemnice (kanovník kolem 1448)
- Ondřej z Radostice
- Ondřej z Modřic
- Isidor z Hostimě (kanovník kolem 1500)
- Lukáš Schmid (kanovník kolem 1506)
- Jan ze Zvole (kanovník kolem 1506 až 1513)
- Jan Rozenplut ze Švarcenbachu (kanovník od roku 1586)
- Petr Vlček, svobodný pán z Hlačína a Dobré Zemice (kanovník 1588 až 1590+)
- Ekard ze Schwoben (kanovník kolem 1598)
- Albert Kozubius (kanovník kolem 1599)
- Hynek Jindřich Novohradský z Kolovrat (kanovník kolem 1601)
- Julius Caesar Macellus (kanovník od 1601, později děkan)
- Jan Ctibor Kotva z Freifelsu (kanovník od 6. května 1617 – 29. září 1637)
- Jan Ondřej de Mediis (kanovník kolem 1629)
- Krištof (kanovník kolem 1637)
- Adam ze Sternfelsu (kanovník do 1652)
- Jan Vilém Libštejnský z Kolovrat (kanovník asi od 1663)
- Ondřej Dirre (kanovník od 1652)
- Ullersdorf (kanovník kolem 1715)
- Josef Ignác Butz z Rolsbergu (kanovník kolem 1746)
- Karel Rudolf šlechtic Wippler (kanovník + 1758)
- Karel Tauber von Taubenfurth (kanovník 1776 až 1814)
- Václav Bambula, rytíř Bamburg (kanovník 1790–1799)
- Josef Karel Pahnost (4. února 1735 – 7. července 1808, čestný kanovník)
- Pavel Ferdinand Niering (kanovník 1801 až 1825, pak děkan)
- František Astl, rytíř z Astheimu (kanovník asi od 1816)
- Josef Leopold Scheth z Bohuslavě (kanovník kolem 1819)
- Alois Adelsthurn (kanovník kolem 1820)
- Ferdinand rytíř z Hochheimu (kanovník kolem 1825)
- Václav Tálský (kanovník kolem 1830 až 1838)
- Josef Pernica (kanovník + 1844)
- Ferdinand Panschab (kanovník 1846 až 1853)
- Josef rytíř Höchsmann (kanovník kolem 1850)
- Karel Nöttig (kanovník kolem 1856)
- Filip Dworzaczek (čestný kanovník + 1859)
- František Sušil (čestný kanovník 1867)
- Jan Klippl (kanovník od 1878)
- Jan Křtitel Raus (kanovníkem kolem 1879 až 1894)
- Jan Cžeppl (do 1877, čestný kanovník)
- Ignác Knorr (kanovník kolem 1880, později děkan)
- Jan Křtitel Vojtěch (kanovník kolem 1888)
- Matěj Procházka (kanovník kolem 1890)
- ThDr. Josef Pospíšil (kanovník kolem 1896–1903)
- Adolf Tenora (kanovník kolem 1920 až 1930, později děkan)
- ThDr. Josef Kupka (kanovník od 1884, od roku 1924 světící a pak sídelní biskup brněnský)
- ThDr. Jan Tenora (čestný kanovník kolem 1926)
- Cyril Riedl (čestný kanovník 1926)
- Josef Kratochvíl (kanovník před 1930)
- Metod Marvan (kanovník kolem 1930)
- Ladislav Zavadil (kanovník kolem 1930)
- Josef Kalabus (kanovník kolem 1930)
- Josef Neubauer (kanovník kolem 1930)
- František Jemelka (kanovník kolem 1930 až 1939)
- dr. Josef Toman (narozen v roce 1880, kanovníkem od roku 1950)
- Josef Kristek (narozen v roce 1904)
- ThDr. Petr Franta (narozen 24. října 1909, kanovníkem od roku 1951)
- ThDr. Alois Michálek (narozen 14. února 1908 – zemřel 21. března 1989)
- ThDr. PhDr. František Falkenauer (1911 – 1968)
- Viktor Jordán (zemřel 17. prosince 1986, kanovníkem nejméně od roku 1966
- ThDr. Josef Pacal (10. října 1924 – 15. ledna 2011, II. kanovníkem od listopadu 1994, I. kanovníkem od roku 2002)
- Bohuslav Cemper (21. ledna 1925 – 13. listopadu 2006, kanovníkem od 27. listopadu 1994)
- Mgr. Jan Kabeláč (1937–2015, kanovníkem od roku 1994)

... a řada dalších

## Současní kanovníci
- probošt: Mons. ThLic. Václav Slouk – farář ve farnosti Brno-Komárov (kanovníkem od roku 2002, proboštem od roku 2023)
- děkan: ThLic. Petr Šikula – farář ve farnosti Brno-Líšeň (kanovníkem od roku 2011)
- ekonom: R. D. ICLic. Mgr. Jaroslav Čupr – farář ve farnosti Blansko (kanovníkem od roku 2019)

- Mons. Mgr. Jiří Mikulášek (kanovníkem od roku 1990 )
- Mons. Mgr. Karel Orlita, JU.D. – soudní vikář Diecézního církevního soudu Brno (kanovníkem od roku 2011)
- R.D. Mgr. Roman Kubín – od 1.9.2022 jmenován ředitelem Sekce pro mládež ČBK (kanovníkem od roku 2015)
- R. D. Mgr. Marcel Javora – farář ve farnosti Brno-Komín (kanovníkem od roku 2023)
- Mons. František Koutný – farář ve farnosti Troubsko, děkan rosický (kanovníkem od roku 2023)
- R. D. ICLic. Mgr. Jan Nekuda – farář ve farnosti Bořitov, administrátor excurrendo ve farnostech Černá Hora a Dlouhá Lhota, soudce Diecézního církevního soudu (kanovníkem od roku 2023)